# Luxemburg grófja (operett)
A Luxemburg grófja (németül Der Graf von Luxemburg) Lehár Ferenc háromfelvonásos operettje. Szövegkönyvét Robert Bodanzky és Alfred Maria Willner írták. Az operett ősbemutatójára 1909. november 12-én került sor a bécsi Theater an der Wienben. Budapesten először 1910. január 14-én mutatták be a Király Színházban.

## A mű keletkezésének története
1908-ban egyszerre két librettót kapott az Alfred Maria Willner és Robert Bodanzky szerzőpárostól: a Luxemburg grófját melyet a Theater an der Wiennek, és a Cigányszerelem című darabot, melyet a Carl-Theaternek szántak. A zeneszerzőnek jobban ínyére volt a második darab, ezért azt még a szerződési határidő lejárta előtt leszállította. Ez aggodalomra adott okot a Theater and der Wien vezetősége körében, mivel úgy gondolták a zeneszerző képtelen lesz a számukra beígért darabot határidőre befejezni, amelyre nagyon alapoztak, hiszen a következő színházi évad egyik fő műsorszáma lett volna. Lehárt kártérítéssel is megfenyegették, de a zeneszerző még a szerződésben foglalt határidő előtt átadta Emil Steiningernek a kész kottákat. A mű címe eredetileg Luxenburg grófja volt, mert nem akarták, hogy a hasonló nevű nagyhercegségre emlékeztessen, de miután a közönség amúgy is Luxemburgot mondott, Lehár is beleegyezett a betűcserébe. A premierre 1909. november 12-én került sor és nem várt sikert aratott, hiszen Lehár, saját bevallása szerint, minden különösebb műgond nélkül néhány Bad Ischlben töltött hét alatt összecsapta. A kritika is kedvezően fogadta a művet, de megjegyezték, hogy Lehár korábbi műveinek kamataiból él, azaz nem vitt be forradalmi, újító megoldásokat az operettbe. A viták most már nem csupán az új mű körül zajlottak, hanem napirendre került a Lehár-operett fölötti vita. Nem véletlenül szólt az egyik kritikus az erotikus-operett vonzerejéről és izgatóerejéről, akarva-akaratlanul megteremtve azt a műfaji meghatározást, mely ráillik a Lehár-operettek többségére.

## Szereplők
| Szereplő                                      | Hangfekvés   |
| --------------------------------------------- | ------------ |
| René, festőművész, Luxemburg grófja           | tenor        |
| Angèle Didier, operett-díva                   | szoprán      |
| Bazil Bazilovics herceg, Ugaranda kormányzója | tenor        |
| Armand Brissard, zeneszerző, René barátja     | tenor        |
| Juliette Vermont                              | szoprán      |
| Kokozov grófnő                                | mezzoszoprán |
| Madame Fleury, Angèle barátnője               | mezzoszoprán |
| Lord Winchester, Bazil kísérője               | bariton      |
| Lord Lancaster, Bazil kísérője                | bariton      |
| Anyakönyvvezető, Bazil kísérője               | basszus      |
| A bíróság elnöke                              | basszus      |
| Urak, úrhölgyek.                              |              |

## Cselekménye

### Első felvonás
Bazil Bazilovics herceg szerelmes Angèle Didierbe, az Opera ünnepelt énekesnőjébe. Feleségül is venné, ámde a társadalmi törvényekre is tekintettel kell lennie – nem házasodhat rangján alul. Ezért egy arisztokratát keres, aki hajlandó Angèle-lel rövid ideig tartó látszatházasságra lépni, hogy majdan előre megállapodott válásuk után ő kössön házasságot a színház csillagával. E célra kiválóan alkalmas René, Luxemburg grófja, aki félmillióért vállalkozik arra, hogy Angèle-t látatlanban feleségül vegye. Bazil feltétele, hogy René nem láthatja a menyasszonyt. René belemegy az alkuba. A szertartás Bazil herceg jelenlétében játszódik le, a feleket spanyolfal választja el. René Angèle-nek csak az egyik kezét látja, ujjára karikagyűrűt húz, majd ünnepélyesen kezet csókol.

### Második felvonás
A második felvonás három hónappal később játszódik, Angèle palotájában. Az egymást nem ismerő házasfelek már válófélben vannak, és a véletlen sors hozza össze őket. René megtudja, hogy Angèle-t vette el. Szemére veti, hogy látszatházasságot kötött, hogy mint grófnő elváljon és a herceghez mehessen nőül. Távozni akar, azonban Angèle nem engedi, hiszen hivatalosan még egy napig a férje.

### Harmadik felvonás
A párizsi Grand Hotel előcsarnokában René megismerkedik Kokozov grófnővel, aki Bazil régi szerelme, és kideríti, hogy már jegyesek. A grófnő egy paraván mögé bújik. René, amikor Bazil befut, a paraván felé mutat, hogy ott találja áhított Angèle-jét. Bazil azonban Kokozov grófnőt találja ott. Rémülten látja a cserét, de még mielőtt menekülni próbálna a grófnő zsákmányának tekinti a tanácstalan herceget és elvonszolja, ezáltal szabad utat engedve René és Angèle számára, akik most már véglegesen egymáséi lehetnek.

## Híres slágerek
- Gimbelem, gombolom
- Gyerünk, tubicám
- Polkatáncos
- Szívem szeret